# Physalea
Physalea là một chi bướm ngày thuộc họ Bướm nâu.